# Goin' on
「Goin' on」（ゴーイン・オン）はAYUSE KOZUEのシングルである。2007年9月12日発売。発売元はTOY'S FACTORY。

## 解説
HMVのみで300枚限定でリリースされた。
アルバム未収録。

## 収録曲
作詞・作曲・編曲はAYUSE KOZUEによる。
1. 'Goin' on

| スタブアイコン | サブスタブ | この項目は、まだ閲覧者の調べものの参照としては役立たない、シングルに関連した書きかけの項目です。この項目を加筆・訂正などしてくださる協力者を求めています（P:音楽/PJ:楽曲）。 |